# Cine Atlanta
El Cine Atlanta va ser un sala d'exhibició cinematogràfica ubicada en el carrer de Trafalgar (núm. 2), tocant a Plaça d'Urquinaona de Barcelona. Va obrir les portes el 7 de març de 1945 i impulsat per Modest Castañé Lloret.
Tenia una capacitat de 560 butaques. Aquestes estaven distribuïdes de forma semicircular davant la pantalla. Motiu pel qual hi havia butaques que tenien un visió reduïda o defectuosa del film.
Es destaquen dues grans etapes. La primera des de la inauguració fins al gener de 1972, perríode durant el qual va programar conjuntament amb l'Astoria. I la segona des del final de la primera fins al gener de 1972 que va programar amb l'Alexandra. A partir d'aquest moment la programació anà a càrrec de Cinesa.
La primera projecció va ser Me casé con una bruja de René Clair. L'1 de desembre de 1975 va començar a programar en solitari, començant amb el film La caída de los dioses. Amb la fi del franquisme, la sala va començar a projectar pel·lícules en versió original que estaven censurades durant la dictadura. Entre 1979 i 1984 la programació consistí, bàsicament, en pel·lícules eròtiques.
El 28 de juny de 1985 el cinema es convertí en sala X.
El cinema va tancar definitivament el 8 de novembre de 1987. Poc temps després va morir el seu propietari, Modest Castañé Llopart, el 13 de febrer de 1988.